# Campionato nazionale Dante Berretti 2016-2017
Il "Dante Berretti" 2016-2017 è stata la 51ª edizione del campionato nazionale Dante Berretti.
I vincitori del trofeo sono stati l'Inter per le Serie A-B e il Livorno per la Lega Pro.

## Regolamento
Il Campionato Nazionale "Dante Berretti" si articola in due fasi successive: Gironi Eliminatori e Fase Finale. Le squadre iscritte sono
suddivise, con criteri di vicinanza geografica, in cinque gironi.  Avrà svolgimento con gare di andata e ritorno secondo le norme vigenti.
Per le società in organico di Lega Pro, al termine della prima fase dei gironi eliminatori le prime quattro squadre
meglio classificate dei gironi A-B-C e le prime tre squadre dei gironi D-E, per un totale di diciotto squadre, sono ammesse alla Fase Finale.
Alle 60 squadre della Lega Pro che partecipano al campionato si aggiungono l'Internazionale, il Sassuolo e il Torino per la Serie A. La società che ha ottenuto il maggior numero di punti nella Fase Eliminatoria è ammessa direttamente alla Finale, mentre le altre due società disputeranno la gara di Semifinale. Nella prima fase le squadre sono state suddivise in due gironi da 14, in uno da 13 e in due da 11.

## Fase a gironi

### Girone A

#### Classifica
| Pos. | Squadra       | Pt | G  | V  | N | P  | GF | GS | DR  |
| ---- | ------------- | -- | -- | -- | - | -- | -- | -- | --- |
| 1.   | Inter         | 66 | 26 | 21 | 3 | 2  | 72 | 26 | +46 |
| 2.   | Como          | 59 | 26 | 18 | 5 | 3  | 67 | 36 | +31 |
| 3.   | Cremonese     | 50 | 26 | 15 | 5 | 6  | 64 | 38 | +26 |
| 4.   | Torino        | 44 | 26 | 13 | 5 | 8  | 53 | 40 | +13 |
| 5.   | Renate        | 39 | 26 | 11 | 6 | 9  | 34 | 31 | +3  |
| 6.   | Feralpisalò   | 36 | 26 | 10 | 6 | 10 | 48 | 38 | +10 |
| 7.   | AlbinoLeffe   | 33 | 26 | 10 | 3 | 13 | 46 | 51 | -5  |
| 8.   | Alessandria   | 31 | 26 | 9  | 4 | 13 | 46 | 59 | -13 |
| 9.   | Südtirol      | 30 | 26 | 8  | 6 | 12 | 37 | 38 | -1  |
| 10.  | Parma         | 30 | 26 | 7  | 9 | 10 | 36 | 44 | -8  |
| 11.  | Piacenza      | 30 | 26 | 9  | 3 | 14 | 26 | 38 | -12 |
| 12.  | Lumezzane     | 29 | 26 | 9  | 2 | 15 | 46 | 64 | -18 |
| 13.  | Giana Erminio | 28 | 26 | 8  | 4 | 14 | 41 | 59 | -18 |
| 14.  | Pro Piacenza  | 10 | 26 | 3  | 1 | 22 | 24 | 78 | -54 |

Legenda:

      Ammesse alla fase finale Serie A.
      Ammesse alla fase finale Lega Pro.
Note:

Tre punti a vittoria, uno a pareggio, zero a sconfitta.

#### Tabellone
|               | Alb   | Ale   | Com   | Cre   | Fer   | Gia   | Int   | Lum   | Par   | Pia   | PPi   | Ren   | Süd   | Tor   |
| ------------- | ----- | ----- | ----- | ----- | ----- | ----- | ----- | ----- | ----- | ----- | ----- | ----- | ----- | ----- |
| AlbinoLeffe   | ----- | 1-1   | 0-4   | 0-2   | 0-4   | 6-1   | 0-1   | 4-1   | 3-3   | 2-3   | 1-4   | 1-0   | 3-0   | 2-1   |
| Alessandria   | 1-5   | ----- | 2-4   | 2-2   | 2-5   | 5-1   | 1-2   | 0-3   | 2-2   | 4-2   | 3-2   | 1-3   | 3-2   | 1-3   |
| Como          | 1-0   | 1-2   | ----- | 2-1   | 1-0   | 4-4   | 1-1   | 4-0   | 3-2   | 3-0   | 4-0   | 2-1   | 2-0   | 2-0   |
| Cremonese     | 2-1   | 3-3   | 4-1   | ----- | 2-0   | 4-1   | 1-3   | 2-1   | 4-1   | 2-2   | 7-0   | 1-2   | 3-1   | 3-4   |
| Feralpisalò   | 1-1   | 2-0   | 2-2   | 2-3   | ----- | 2-1   | 0-3   | 2-0   | 2-1   | 5-0   | 7-0   | 2-0   | 1-3   | 0-0   |
| Giana Erminio | 1-0   | 4-2   | 2-3   | 1-3   | 2-2   | ----- | 1-3   | 1-3   | 4-2   | 2-0   | 2-1   | 2-0   | 1-2   | 3-0   |
| Inter         | 5-1   | 1-2   | 2-1   | 1-2   | 3-0   | 5-1   | ----- | 5-3   | 0-0   | 2-0   | 7-2   | 1-0   | 2-1   | 3-1   |
| Lumezzane     | 2-0   | 1-3   | 4-7   | 4-5   | 1-2   | 3-2   | 1-5   | ----- | 2-1   | 1-2   | 3-2   | 4-3   | 2-1   | 2-5   |
| Parma         | 0-2   | 2-1   | 3-3   | 1-1   | 2-2   | 2-0   | 1-2   | 2-1   | ----- | 2-0   | 0-2   | 2-1   | 2-2   | 0-3   |
| Piacenza      | 2-4   | 0-1   | 0-1   | 1-0   | 3-1   | 0-0   | 1-2   | 1-0   | 0-1   | ----- | 2-0   | 0-1   | 1-0   | 1-1   |
| Pro Piacenza  | 2-3   | 0-2   | 1-3   | 0-2   | 2-1   | 0-2   | 0-6   | 1-3   | 1-2   | 0-3   | ----- | 0-0   | 1-4   | 0-2   |
| Renate        | 4-2   | 2-0   | 1-1   | 1-3   | 1-0   | 1-1   | 1-2   | 0-0   | 1-1   | 2-0   | 3-2   | ----- | 1-1   | 1-0   |
| Südtirol      | 2-0   | 3-1   | 2-3   | 1-1   | 0-0   | 4-1   | 2-3   | 1-1   | 1-0   | 0-2   | 2-0   | 0-1   | ----- | 1-2   |
| Torino        | 3-4   | 3-1   | 2-4   | 2-1   | 5-3   | 2-1   | 2-2   | 3-0   | 1-1   | 1-0   | 4-1   | 2-3   | 1-1   | ----- |

### Girone B

#### Classifica
| Pos. | Squadra        | Pt | G  | V  | N  | P  | GF | GS | DR  |
| ---- | -------------- | -- | -- | -- | -- | -- | -- | -- | --- |
| 1.   | Reggiana       | 54 | 26 | 17 | 3  | 6  | 62 | 37 | +25 |
| 2.   | Modena         | 50 | 26 | 15 | 5  | 6  | 46 | 35 | +11 |
| 3.   | Sassuolo       | 47 | 26 | 13 | 8  | 5  | 50 | 33 | +17 |
| 4.   | Venezia        | 44 | 26 | 12 | 8  | 6  | 51 | 29 | +22 |
| 5.   | Maceratese     | 43 | 26 | 13 | 4  | 9  | 43 | 35 | +8  |
| 6.   | Santarcangelo  | 40 | 26 | 12 | 4  | 10 | 40 | 32 | +8  |
| 7.   | Bassano Virtus | 36 | 26 | 10 | 6  | 10 | 42 | 50 | -8  |
| 8.   | Ancona         | 35 | 26 | 9  | 8  | 9  | 38 | 31 | +7  |
| 9.   | Forlì          | 31 | 26 | 7  | 10 | 9  | 29 | 40 | -11 |
| 10.  | Mantova        | 29 | 26 | 7  | 8  | 11 | 32 | 38 | -6  |
| 11.  | Padova         | 28 | 26 | 8  | 4  | 14 | 36 | 48 | -12 |
| 12.  | Pordenone      | 26 | 26 | 7  | 5  | 14 | 42 | 57 | -15 |
| 13.  | Sambenedettese | 21 | 26 | 5  | 6  | 15 | 31 | 47 | -16 |
| 14.  | Fano           | 19 | 26 | 4  | 7  | 15 | 30 | 60 | -30 |

Legenda:

      Ammessa alla fase finale Serie A.
      Ammesse alla fase finale Lega Pro.
Note:

Tre punti a vittoria, uno a pareggio, zero a sconfitta.

#### Tabellone
|                | Anc   | Bas   | Fan   | For   | Mac   | Man   | Mod   | Pad   | Por   | Reg   | Sam   | San   | Sas   | Ven   |
| -------------- | ----- | ----- | ----- | ----- | ----- | ----- | ----- | ----- | ----- | ----- | ----- | ----- | ----- | ----- |
| Ancona         | ----- | 4-0   | 5-1   | 1-1   | 2-0   | 0-0   | 0-1   | 1-2   | 1-1   | 1-2   | 0-1   | 1-0   | 0-0   | 2-2   |
| Bassano Virtus | 1-3   | ----- | 4-1   | 2-3   | 3-2   | 2-1   | 0-1   | 1-0   | 7-5   | 1-1   | 2-1   | 0-0   | 2-4   | 1-1   |
| Fano           | 1-1   | 4-4   | ----- | 2-1   | 0-1   | 1-3   | 2-2   | 0-1   | 1-2   | 1-2   | 0-3   | 0-0   | 2-1   | 1-2   |
| Forlì          | 1-1   | 2-1   | 0-0   | ----- | 2-1   | 2-2   | 4-1   | 0-2   | 0-0   | 1-1   | 2-2   | 1-3   | 1-1   | 1-1   |
| Maceratese     | 4-1   | 0-1   | 1-4   | 2-0   | ----- | 4-2   | 1-0   | 4-1   | 0-0   | 2-1   | 0-0   | 2-4   | 3-2   | 1-1   |
| Mantova        | 3-2   | 1-0   | 1-1   | 2-0   | 0-3   | ----- | 1-1   | 1-2   | 0-2   | 1-2   | 1-0   | 1-2   | 1-2   | 1-2   |
| Modena         | 3-1   | 4-0   | 0-0   | 2-0   | 2-1   | 0-0   | ----- | 1-1   | 2-1   | 2-6   | 4-0   | 2-1   | 1-2   | 1-3   |
| Padova         | 0-3   | 0-1   | 3-1   | 2-3   | 0-1   | 3-1   | 3-4   | ----- | 1-2   | 1-2   | 2-2   | 1-0   | 2-2   | 1-3   |
| Pordenone      | 1-0   | 1-2   | 3-5   | 5-0   | 0-1   | 2-2   | 1-4   | 2-1   | ----- | 3-5   | 5-0   | 1-3   | 0-0   | 0-2   |
| Reggiana       | 3-1   | 4-1   | 4-1   | 3-0   | 5-4   | 0-2   | 1-2   | 0-1   | 3-2   | ----- | 2-1   | 3-1   | 1-2   | 1-2   |
| Sambenedettese | 1-2   | 2-2   | 3-0   | 0-1   | 1-2   | 1-2   | 1-2   | 3-2   | 5-0   | 2-3   | ----- | 1-1   | 1-3   | 0-0   |
| Santarcangelo  | 0-1   | 1-2   | 3-0   | 0-1   | 2-1   | 1-0   | 3-0   | 2-2   | 4-1   | 0-3   | 4-0   | ----- | 2-1   | 0-1   |
| Sassuolo       | 1-1   | 3-1   | 4-0   | 2-1   | 1-1   | 2-2   | 1-2   | 4-1   | 3-1   | 1-1   | 1-0   | 5-1   | ----- | 0-4   |
| Venezia        | 1-3   | 1-1   | 6-1   | 1-1   | 0-1   | 1-1   | 1-2   | 4-1   | 5-1   | 1-3   | 4-0   | 1-2   | 1-2   | ----- |

### Girone C

#### Classifica
| Pos. | Squadra    | Pt | G  | V  | N  | P  | GF | GS | DR  |
| ---- | ---------- | -- | -- | -- | -- | -- | -- | -- | --- |
| 1.   | Prato      | 55 | 24 | 18 | 1  | 5  | 60 | 20 | +40 |
| 2.   | Livorno    | 53 | 24 | 16 | 5  | 3  | 54 | 19 | +35 |
| 3.   | Siena      | 48 | 24 | 14 | 6  | 4  | 47 | 25 | +22 |
| 4.   | Tuttocuoio | 44 | 24 | 13 | 5  | 6  | 45 | 26 | +19 |
| 5.   | Carrarese  | 35 | 24 | 9  | 8  | 7  | 42 | 26 | +16 |
| 6.   | Lucchese   | 34 | 24 | 8  | 10 | 6  | 25 | 23 | +2  |
| 7.   | Gubbio     | 31 | 24 | 7  | 10 | 7  | 29 | 29 | 0   |
| 8.   | Lupa Roma  | 31 | 24 | 9  | 4  | 11 | 45 | 57 | -12 |
| 9.   | Pistoiese  | 26 | 24 | 7  | 5  | 12 | 29 | 39 | -10 |
| 10.  | Arezzo     | 25 | 24 | 6  | 7  | 11 | 31 | 47 | -16 |
| 11.  | Pontedera  | 21 | 24 | 6  | 3  | 15 | 16 | 49 | -33 |
| 13.  | Olbia      | 15 | 24 | 3  | 6  | 15 | 29 | 51 | -22 |
| 12.  | Viterbese  | 13 | 24 | 3  | 4  | 17 | 21 | 62 | -41 |

Legenda:

      Ammesse alla fase finale Lega Pro.
Note:

Tre punti a vittoria, uno a pareggio, zero a sconfitta.

#### Tabellone
|             | Are   | Car   | Gub   | Liv   | Luc   | Lup   | Olb   | Pis   | Pon   | Pra   | RSi   | Tut   | Vit   |
| ----------- | ----- | ----- | ----- | ----- | ----- | ----- | ----- | ----- | ----- | ----- | ----- | ----- | ----- |
| Arezzo      | ----- | 1-4   | 1-1   | 2-1   | 0-0   | 3-2   | 3-2   | 1-1   | 4-1   | 0-1   | 3-3   | 1-2   | 2-3   |
| Carrarese   | 0-0   | ----- | 1-2   | 1-1   | 1-1   | 2-2   | 4-2   | 2-1   | 1-0   | 1-1   | 1-2   | 2-1   | 2-2   |
| Gubbio      | 2-0   | 2-2   | ----- | 1-1   | 2-2   | 2-2   | 0-0   | 0-1   | 1-1   | 1-2   | 0-1   | 2-2   | 2-0   |
| Livorno     | 4-1   | 1-0   | 3-0   | ----- | 2-0   | 0-0   | 1-1   | 3-1   | 3-0   | 1-0   | 2-3   | 3-2   | 2-0   |
| Lucchese    | 1-1   | 2-1   | 2-2   | 0-1   | ----- | 3-1   | 2-1   | 1-0   | 2-0   | 0-1   | 1-1   | 0-0   | 0-1   |
| Lupa Roma   | 2-1   | 2-1   | 2-3   | 0-5   | 0-2   | ----- | 4-0   | 3-2   | 2-0   | 0-5   | 1-2   | 2-3   | 3-1   |
| Olbia       | 5-1   | 0-0   | 1-2   | 1-3   | 1-3   | 3-3   | ----- | 3-1   | 1-2   | 0-1   | 0-3   | 1-1   | 2-2   |
| Pistoiese   | 2-1   | 1-0   | 0-0   | 3-4   | 1-1   | 1-3   | 4-0   | ----- | 1-2   | 2-0   | 0-0   | 0-4   | 1-0   |
| Pontedera   | 1-2   | 0-3   | 1-0   | 0-5   | 0-0   | 0-2   | 2-0   | 0-3   | ----- | 1-4   | 0-5   | 0-1   | 1-0   |
| Prato       | 4-0   | 1-3   | 1-0   | 1-2   | 4-0   | 5-1   | 6-1   | 4-1   | 3-0   | ----- | 5-0   | 3-1   | 3-0   |
| Robur Siena | 4-1   | 1-0   | 1-0   | 1-1   | 0-0   | 4-2   | 1-0   | 4-0   | 4-1   | 2-3   | ----- | 0-0   | 3-0   |
| Tuttocuoio  | 0-1   | 0-2   | 2-3   | 1-0   | 1-0   | 6-1   | 1-0   | 1-0   | 1-1   | 3-0   | 3-2   | ----- | 7-1   |
| Viterbese   | 1-1   | 0-8   | 0-1   | 0-5   | 1-2   | 3-5   | 1-4   | 2-2   | 1-2   | 0-2   | 1-0   | 1-2   | ----- |

### Girone D

#### Classifica
| Pos. | Squadra            | Pt | G  | V  | N | P  | GF | GS | DR  |
| ---- | ------------------ | -- | -- | -- | - | -- | -- | -- | --- |
| 1.   | Lecce              | 51 | 20 | 16 | 3 | 1  | 40 | 12 | +28 |
| 2.   | Fidelis Andria     | 45 | 20 | 14 | 3 | 3  | 55 | 21 | +34 |
| 3.   | Fondi              | 42 | 20 | 13 | 3 | 4  | 50 | 28 | +22 |
| 4.   | Monopoli           | 41 | 20 | 13 | 2 | 5  | 43 | 25 | +18 |
| 5.   | Teramo             | 32 | 20 | 9  | 5 | 6  | 39 | 25 | +14 |
| 6.   | Taranto            | 32 | 20 | 10 | 2 | 8  | 34 | 23 | +11 |
| 7.   | Virtus Francavilla | 25 | 20 | 7  | 4 | 9  | 30 | 38 | -8  |
| 8.   | Foggia             | 16 | 20 | 5  | 1 | 14 | 27 | 49 | -22 |
| 9.   | Matera             | 15 | 20 | 4  | 3 | 13 | 23 | 46 | -23 |
| 10.  | Racing Roma        | 12 | 20 | 3  | 3 | 14 | 23 | 48 | -25 |
| 11.  | Melfi              | 4  | 20 | 1  | 1 | 18 | 8  | 57 | -49 |

Legenda:

      Ammesse alla fase finale Lega Pro.
Note:

Tre punti a vittoria, uno a pareggio, zero a sconfitta.

#### Tabellone
|                    | FAn   | Fog   | Fon   | Lec   | Mat   | Mel   | Mon   | RRo   | Tar   | Ter   | VFr   |
| ------------------ | ----- | ----- | ----- | ----- | ----- | ----- | ----- | ----- | ----- | ----- | ----- |
| Fidelis Andria     | ----- | 3-1   | 4-1   | 1-1   | 4-0   | 5-0   | 3-1   | 3-1   | 3-0   | 1-1   | 2-2   |
| Foggia             | 1-4   | ----- | 0-2   | 2-3   | 3-1   | 3-1   | 1-2   | 2-1   | 1-3   | 3-1   | 1-2   |
| Fondi              | 0-2   | 6-1   | ----- | 0-2   | 4-1   | 4-1   | 2-1   | 4-1   | 2-0   | 1-2   | 4-4   |
| Lecce              | 3-0   | 2-0   | 0-1   | ----- | 1-1   | 1-0   | 2-0   | 3-0   | 2-1   | 2-1   | 3-0   |
| Matera             | 1-3   | 2-1   | 2-4   | 0-4   | ----- | 4-1   | 1-2   | 1-2   | 0-3   | 1-2   | 2-2   |
| Melfi              | 0-4   | 0-2   | 1-1   | 0-1   | 1-3   | ----- | 0-5   | 0-2   | 1-0   | 0-3   | 1-3   |
| Monopoli           | 1-0   | 4-3   | 1-2   | 1-3   | 3-0   | 4-0   | ----- | 3-0   | 1-0   | 1-1   | 3-1   |
| Racing Roma        | 2-6   | 1-1   | 2-5   | 1-2   | 1-2   | 4-1   | 1-2   | ----- | 1-2   | 0-3   | 1-1   |
| Taranto            | 0-2   | 6-0   | 2-2   | 0-1   | 3-0   | 2-0   | 2-3   | 1-1   | ----- | 2-1   | 4-2   |
| Teramo             | 3-0   | 3-1   | 0-1   | 2-2   | 1-1   | 5-0   | 3-3   | 4-1   | 0-2   | ----- | 2-1   |
| Virtus Francavilla | 2-5   | 2-0   | 1-4   | 1-2   | 1-0   | 1-0   | 0-2   | 2-0   | 0-1   | 2-1   | ----- |

### Girone E

#### Classifica
| Pos. | Squadra     | Pt | G  | V  | N | P  | GF | GS | DR  |
| ---- | ----------- | -- | -- | -- | - | -- | -- | -- | --- |
| 1.   | Juve Stabia | 50 | 20 | 16 | 2 | 2  | 43 | 12 | +31 |
| 2.   | Catania     | 45 | 20 | 13 | 6 | 1  | 45 | 15 | +30 |
| 3.   | Paganese    | 41 | 20 | 13 | 2 | 5  | 39 | 18 | +21 |
| 4.   | Messina     | 29 | 20 | 9  | 2 | 9  | 25 | 27 | -2  |
| 5.   | Cosenza     | 27 | 20 | 8  | 3 | 9  | 35 | 24 | +11 |
| 6.   | Catanzaro   | 25 | 20 | 6  | 7 | 7  | 26 | 24 | +2  |
| 7.   | Akragas     | 25 | 20 | 7  | 4 | 9  | 31 | 34 | -3  |
| 8.   | Siracusa    | 22 | 20 | 6  | 4 | 10 | 23 | 30 | -7  |
| 9.   | Casertana   | 20 | 20 | 6  | 2 | 12 | 19 | 41 | -22 |
| 10.  | Vibonese    | 14 | 20 | 4  | 2 | 14 | 17 | 46 | -29 |
| 11.  | Reggina     | 14 | 20 | 4  | 2 | 14 | 10 | 42 | -32 |

Legenda:

      Ammesse alla fase finale Lega Pro.
Note:

Tre punti a vittoria, uno a pareggio, zero a sconfitta.

#### Tabellone
|             | Akr   | Cas   | Cat   | Ctz   | Cos   | JSt   | Mes   | Pag   | Reg   | Sir   | Vib   |
| ----------- | ----- | ----- | ----- | ----- | ----- | ----- | ----- | ----- | ----- | ----- | ----- |
| Akragas     | ----- | 2-1   | 1-1   | 0-0   | 4-3   | 2-3   | 1-2   | 2-3   | 2-2   | 1-1   | 2-1   |
| Casertana   | 3-1   | ----- | 1-1   | 0-1   | 1-5   | 0-3   | 4-0   | 0-4   | 0-0   | 1-0   | 3-0   |
| Catania     | 4-1   | 3-1   | ----- | 2-1   | 2-1   | 1-0   | 1-0   | 2-1   | 7-0   | 4-1   | 3-2   |
| Catanzaro   | 1-4   | 5-0   | 1-1   | ----- | 3-1   | 0-1   | 0-1   | 0-4   | 4-0   | 1-1   | 2-2   |
| Cosenza     | 1-0   | 0-1   | 0-0   | 1-1   | ----- | 0-1   | 2-0   | 1-3   | 6-1   | 2-0   | 4-0   |
| Juve Stabia | 3-1   | 3-0   | 1-1   | 1-1   | 2-0   | ----- | 3-1   | 2-0   | 3-0   | 3-1   | 7-0   |
| Messina     | 2-1   | 3-1   | 1-1   | 2-3   | 1-0   | 1-2   | ----- | 0-2   | 2-0   | 1-1   | 2-1   |
| Paganese    | 2-1   | 3-0   | 0-5   | 1-1   | 0-0   | 0-1   | 1-0   | ----- | 2-1   | 1-0   | 3-0   |
| Reggina     | 0-2   | 1-0   | 1-0   | 0-1   | 1-3   | 0-1   | 0-3   | 1-0   | ----- | 0-2   | 0-2   |
| Siracusa    | 1-2   | 5-0   | 0-4   | 1-0   | 3-2   | 0-1   | 1-3   | 1-3   | 2-0   | ----- | 2-1   |
| Vibonese    | 0-1   | 1-2   | 1-2   | 1-0   | 0-3   | 3-2   | 2-0   | 0-6   | 0-2   | 0-0   | ----- |

## Fase finale Serie A

### Regolamento
Alla Fase Finale sono ammesse le tre società che hanno partecipato alla Fase Eliminatoria (due società del Girone A e una del Girone B).
La società che ha ottenuto il maggior numero di punti nella Fase Eliminatoria è ammessa direttamente alla Finale, mentre le altre due società disputeranno la gara di Semifinale. La Semifinale si svolgerà con la formula della eliminazione diretta con gara di andata e ritorno.

### Semifinale
| Squadra 1                       | Totale | Squadra 2 | Andata | Ritorno |
| ------------------------------- | ------ | --------- | ------ | ------- |
| 20 maggio 2017 / 27 maggio 2017 |        |           |        |         |
| Torino                          | 4 - 1  | Sassuolo  | 3 - 0  | 1 - 1   |

### Finale
| Squadra 1     | Risultato | Squadra 2 |
| ------------- | --------- | --------- |
| 9 giugno 2017 |           |           |
| Inter         | 2 - 1     | Torino    |

## Fase finale Lega Pro

### Regolamento
Le diciotto società ammesse alla Fase Finale sono state suddivise in sei gironi formati da tre squadre ciascuno, con tre giornate di calendario e con gare di sola andata (ogni squadra ha disputato una gara casalinga e una esterna). Le società classificate al primo posto più le due migliori seconde dei suddetti gironi sono state ammesse ai Quarti di Finale. Dai Quarti di Finale in poi si applicherà la formula dell'eliminazione diretta con gare di andata e ritorno. Le quattro squadre ammesse verranno concentrate in una sede da determinare dove si disputeranno le Semifinali e la Finale.

### Gironi di qualificazione
Le gare si sono disputate nei giorni 6, 13 e 20 maggio 2017.

#### Girone A
| Squadra   | P.ti | G | V | N | P | GF | GS | DR |
| --------- | ---- | - | - | - | - | -- | -- | -- |
| 1. Como   | 4    | 2 | 1 | 1 | 0 | 4  | 1  | +3 |
| 2. Modena | 4    | 2 | 1 | 1 | 0 | 5  | 4  | +1 |
| 3. Siena  | 0    | 2 | 0 | 0 | 2 | 3  | 7  | -4 |

|             | Com   | Mod   | Sie   |
| Como        |       | 1 - 1 |       |
| Modena      |       |       | 4 - 3 |
| Robur Siena | 0 - 3 |       |       |

#### Girone B
| Squadra       | P.ti | G | V | N | P | GF | GS | DR |
| ------------- | ---- | - | - | - | - | -- | -- | -- |
| 1. Reggiana   | 4    | 2 | 1 | 1 | 0 | 3  | 1  | +2 |
| 2. Tuttocuoio | 3    | 2 | 1 | 0 | 1 | 3  | 4  | -1 |
| 3. Cremonese  | 1    | 2 | 0 | 1 | 1 | 1  | 2  | -1 |

|            | Cre   | Reg   | Tut   |
| Cremonese  |       | 0 - 0 |       |
| Reggiana   |       |       | 3 - 1 |
| Tuttocuoio | 2 - 1 |       |       |

#### Girone C
| Squadra       | P.ti | G | V | N | P | GF | GS | DR |
| ------------- | ---- | - | - | - | - | -- | -- | -- |
| 1. Renate     | 4    | 2 | 1 | 1 | 0 | 3  | 1  | +2 |
| 2. Prato      | 3    | 2 | 1 | 0 | 1 | 1  | 2  | -1 |
| 3. Maceratese | 1    | 2 | 0 | 1 | 1 | 1  | 2  | -1 |

|            | Mac   | Pra   | Ren   |
| Maceratese |       |       | 1 - 1 |
| Prato      | 1 - 0 |       |       |
| Renate     |       | 2 - 0 |       |

#### Girone D
| Squadra        | P.ti | G | V | N | P | GF | GS | DR |
| -------------- | ---- | - | - | - | - | -- | -- | -- |
| 1. Livorno     | 4    | 2 | 1 | 1 | 0 | 3  | 0  | +3 |
| 2. Feralpisalò | 4    | 2 | 1 | 1 | 0 | 1  | 0  | +1 |
| 3. Venezia     | 0    | 2 | 0 | 0 | 2 | 0  | 4  | -4 |

|             | FeS   | Liv   | Ven   |
| FeralpiSalò |       | 0 - 0 |       |
| Livorno     |       |       | 3 - 0 |
| Venezia     | 0 - 1 |       |       |

#### Girone E
| Squadra     | P.ti | G | V | N | P | GF | GS | DR |
| ----------- | ---- | - | - | - | - | -- | -- | -- |
| 1. Catania  | 6    | 2 | 2 | 0 | 0 | 5  | 1  | +4 |
| 2. Paganese | 3    | 2 | 1 | 0 | 1 | 4  | 2  | +2 |
| 3. Lecce    | 0    | 2 | 0 | 0 | 2 | 0  | 6  | -6 |

|          | Cat   | Lec   | Pag   |
| Catania  |       |       | 2 - 1 |
| Lecce    | 0 - 3 |       |       |
| Paganese |       | 3 - 0 |       |

#### Girone F
| Squadra           | P.ti | G | V | N | P | GF | GS | DR |
| ----------------- | ---- | - | - | - | - | -- | -- | -- |
| 1. Fidelis Andria | 4    | 2 | 1 | 1 | 0 | 8  | 3  | +5 |
| 2. Juve Stabia    | 4    | 2 | 1 | 1 | 0 | 5  | 3  | +2 |
| 3. Fondi          | 0    | 2 | 0 | 0 | 2 | 0  | 7  | -7 |

|                | FAn   | Fon   | JSt   |
| Fidelis Andria |       |       | 3 - 3 |
| Fondi          | 0 - 5 |       |       |
| Juve Stabia    |       | 2 - 0 |       |

### Fase a eliminazione diretta

#### Quarti di finale
| Squadra 1                      | Totale      | Squadra 2   | Andata | Ritorno |
| ------------------------------ | ----------- | ----------- | ------ | ------- |
| 27 maggio 2017 / 2 giugno 2017 |             |             |        |         |
| Fidelis Andria                 | 1 - 4       | Catania     | 0 - 2  | 1 - 2   |
| Livorno                        | 2 - 2 (gfc) | Juve Stabia | 0 - 1  | 2 - 1   |
| Renate                         | 3 - 2       | Modena      | 2 - 2  | 1 - 0   |
| Como                           | 3 - 8       | Reggiana    | 3 - 2  | 0 - 6   |

#### Semifinali
| Squadra 1     | Risultato         | Squadra 2 |
| ------------- | ----------------- | --------- |
| 8 giugno 2017 |                   |           |
| Catania       | 2 - 2 (14-15 dcr) | Renate    |
| Livorno       | 1 - 0             | Reggiana  |

#### Finale
| Squadra 1      | Risultato | Squadra 2 |
| -------------- | --------- | --------- |
| 10 giugno 2017 |           |           |
| Renate         | 0 - 2     | Livorno   |